# عائدة (فلم)
عائدة هو فيلم وثائقي فلسطيني عُرِضَ عام 2024 من إخراج كارول منصور وإنتاج منى خالدي ومدته 75 دقيقة، يروي قصة أقرب لفولكلور الشتات الفلسطيني وهي سردية إنسانية في الدرجة الأولى تتمحور حول أحقية الأرض وحلم العودة والحرية. عُرض الفيلم عالمياً مع ذكرى ميلاد عايدة منصور في 18 آذار 2024، في أكثر من 45 مكان في عدة دولة منها: البرتغال، الهند، اليونان، البرازيل، نيويورك.

## قصة الفيلم
يتحدث الفيلم عن ذكريات امرأة فلسطينية (عايدة منصور) والدة المخرجة كارول منصور، التي تخضع للعلاج في المشفى لأنها تعاني من مرض آلزهايمر، وعلى الرغم من حالتها الصحية إلا أنها تسرد ذكرياتها وتصف بدقة مكان بيتها في يافا، وبعد وفاتها تبدأ رحلة ابنتها وأصدقائها الذين يسعون إلى إعادة رماد عايدة إلى منزلها وإلى البحر في يافا، ليتحدّوا سياسة الفصل العنصري للاحتلال الذي يمنعها من دخول البلاد حتى بعد موتها لدفنها. إلتقطت كارول هذه الفيديوهات للإحتفاظ بها كذكرى لوالدتها دون التخطيط لإقامة فيلم يروي قصة والدتها، إلا أن لقائها بصديقاتها غير المسار وإعتبرت أن هذه قصة إنتصار تمس كل لاجئ.
يقسم الفيلم إلى ثلاثة خطوط سرد أساسية: المسار الأول عام 2007 في بيروت، نرى عايدة وهي تروي بوضوح لحظات تهجير عائلتها وخروجهم من يافا نحو لبنان بسبب النكبة عام 1948، وتخبر ابنتها تفاصيل عن حياتهم في لبنان وهاجس العودة الذي لم يفارقهم. المسار الثاني بين عامي (2012-2015) في مونتريال بكندا، حيث نرى عايدة وهي كبيرة في السن تعاني من آلزهايمر وتبدأ ذاكرتها بالإختفاء تدريجاً باستثناء ذكرياتها عن بحر يافا، وتسرد الكثير من القصص عن طفولتها وحيها القديم في يافا بدافع الخوف من النسيان والموت. المسار الثالث وهي مرحلة ما بعد وفاتها ويروي رحلة ابنتها وصديقاتها المخرجة "تانيا حبجوقة" وهي مصورة أمريكية من أصول أردنية تقيم في القدس، وتنضم إليها المسرحية الفلسطينية "رائدة طه" لإعادة رماد عايدة إلى الوطن، متبعين الوصف الذي كانت تصفه عايدة لابنتها عن منزلها في يافا والذي تملكان إحداثياته من ذكريات عايدة فقط، كانت كارول معهم عبر الفيديو حين وصولوا ليافا، في مشهد مؤثر فهي ترى حلم والدتها يتحقق لكنّها ممنوعة من دخول البلاد ولو كرماد.